# Pedro Décima
Pedro Rubén Décima (ur. 10 marca 1964 w Villa Benjamín Aráoz w prowincko Tucumán) – argentyński bokser, były mistrz świata WBC w kategorii superkoguciej.

## Kariera amatorska
Jako amator reprezentował Argentynę podczas igrzysk olimpijskich w Los Angeles. W kategorii koguciej, Décima w drugiej rundzie zmierzył się z reprezentantem Zairu - Tschozą Mukutą. Argentyńczyk zwyciężył 5:0, a w następnej rundzie pokonał Turka Cemala Önera, dochodząc do ćwierćfinału. Décima przegrał w walce o półfinał (0:5) z Kanadyjczykiem Dale Waltersem, który zdobył brązowy medal.

## Kariera zawodowa
Jako zawodowiec zadebiutował w 1984 r. Do końca 1986 r., Décima stoczył 15 walk, z których wygrał 14. Pierwszej porażki doznał 14 listopada 1986 r., z rąk doświadczonego Argentyńczyka Ramona Sorii. Décima znokautował 4. miesiące wcześniej Sorię, ale tym razem przegrał jednogłośnie na punkty. Do 1989 r. stoczył kolejnych 10 walk, 9 z nich wygrywając. 28 lipca 1988 r., Décima niespodziewanie znokautował niepokonanego Amerykanina Jessiego Benavidesa. Benavides był liczony 4-krotnie, by po 3. nokdaunie w 3. rundzie sędzia zatrzymał walkę. W styczniu 1989 r., Argentyńczyk pokonał jednogłośnie na punkty byłego mistrza świata, Juliana Solisa.
5 listopada 1990 r. dostał szansę walki o mistrzostwo świata WBC w kategorii superkoguciej. Argentyńczyk zmierzył się z Paulem Banke. Décima zdominował przeciwnika, pokonując go przez techniczny nokaut w 4. starciu, w którym był trzykrotnie na deskach. Tytuł utracił 3 lutego 1991 r., przegrywając przez techniczny nokaut w 8. rundzie z Japończykiem Kiyoshim Hatanaką. Po utracie tytułu nie odniósł już sukcesów i ostatnią walkę stoczył 23 października 1993 r., nokautując Almira de Oliveirę.